# Boom Technology
ブーム・テクノロジー（英語: Boom Technology, Inc）は、アメリカ合衆国の航空機の開発製造会社。2014年に超音速旅客機の開発を目的として設立された。商号は、「ブーム・スーパーソニック（英語: Boom Supersonic)」 。

## 概要
2021年6月現在、定期運行されている超音速旅客機は存在しない。ブーム・テクノロジーはそのような現状を打開すべく設立された。
2000代初頭にはボーイングからソニック・クルーザーの構想が発表されたが、頓挫した経緯がある。

## 歴史
2014年にコロラド州デンバーで設立され、2016年11月15日にサブスケール技術実証機であるXB-1を発表した。
2017年には日本航空がブーム・テクノロジーと資本提携して、20機の優先発注権を確保する予定があると発表した。
2021年6月3日、アメリカのユナイテッド航空（UAL/UA）が超音速旅客機「ブーム・オーバーチュア（Boom Overture）」を15機発注した。2029年の商業運航開始を目指すとしている。
2022年12月、ブームはオーバーチュア用に設計された新しい推進システムであるブーム・シンフォニーを発表。
2023年1月、ブームはノースカロライナ州のピードモント・トライアド国際空港の敷地に最先端製造施設であるオーバーチュア・スーパーファクトリーの建設を開始。アメリカン航空、ユナイテッド航空、日本航空から130機を受注している。

## プロジェクト

### XB-1 ベビーブーム
Boom XB-1は、超音速輸送機の3分の1スケールの3発ジェット超音速技術実証機。1,000 nmi (1,900 km)を超える範囲でマッハ2.2を維持することが計画されている。

### ブーム・オーバーチュア
ブーム・オーバーチュアは、Mach 2.2 (1,300 kn; 2,300 km/h) 4,500 nmi (8,300 km) での飛行が提案された 55 人乗りのビジネスクラス仕様の超音速輸送機。

## 実現性
多額の開発費用や高額なチケット代の問題がありビジネスとして成功するかは不透明とされる。